# Robert Drouin
Robert Drouin (Mortagne-au-Perche, 6 agosto 1607 – Québec, 1685) è stato un operaio francese. Fu uno dei primi coloni della Nuova Francia.
Di modesta estrazione sociale, era figlio di Robert Drouin e di Marie Dubois. Ultimo di otto figli, Robert Drouin preferì tentare la fortuna in Nuova Francia. Arrivato in Nordamerica verso la metà degli anni Trenta. Nel giugno del 1636 nella residenza del seigneur Robert Giffard, Robert Drouin contrasse il suo matrimonio con Anne Cloutier, figlia di Zacharie Cloutier, un altro dei primi coloni originari dalla regione normanna del Perche. Il matrimonio tra Robert Drouin e Anne Cloutier è il più antico conservato negli archivi canadesi.